# Torontál
Torontál (hongrois : Torontál [ˈtoɾontaːl] ou Torontál vármegye ; allemand : Torontal ; latin : Comitatus Torontaliensis ; roumain : Torontal ; serbe : Torontal/Торонтал) est un ancien comitat du royaume de Hongrie fondé au XIVe siècle.

## Localisation
Ce comitat était situé dans le Banat et était bordé par le Danube au sud, la Tisza à l'ouest et le Maros au nord. Il couvrait 10,042 km2 vers 1910.

## Histoire
Le comitat de Torontál fut formé avant le XVe siècle. Envahi par les Ottomans au XVIe siècle, il fut inclus dans la province ottomane de Temesvar. Après la conquête du Banat par les Habsbourg en 1718, la région fut incluse dans une région spéciale, le Banat de Temesvar, possédée en direct par l'empereur d'Autriche. Cette province fut supprimée en 1778 et le comitat fut incorporé au royaume de Hongrie.
Entre 1849 et 1860, le territoire de ce comitat fit partie du voïvodat de Serbie et du Banat de Tamiš, mais le comitat de Torontál fut restauré en 1860 quand le voïvodat fut aboli.
En 1918, le comitat fit partie de l'éphémère république du Banat, puis fut intégrée au royaume des Serbes, Croates et Slovènes. Par le traité de Trianon en 1920, son territoire fut divisé entre la Yougoslavie (la plus grosse partie), la Roumanie (le nord-est) et la Hongrie (une petite portion autour de Szeged).
La partie hongroise fut incluse dans le comitat de Csanád, Arad és Torontál, puis dans le comitat de Csongrád ; la partie serbe dans la Voïvodine (à l'exception d'une petite portion près de Belgrade) ; et la partie roumaine forme le județ de Timiș.